# Eighty Mile Beach
Eighty Mile Beach är en strand i Australien. Den ligger i kommunen Broome och delstaten Western Australia, omkring 1 500 kilometer norr om delstatshuvudstaden Perth.
Omgivningarna runt Eighty Mile Beach är i huvudsak ett öppet busklandskap. Trakten runt Eighty Mile Beach är nära nog obefolkad, med mindre än två invånare per kvadratkilometer. Genomsnittlig årsnederbörd är 533 millimeter. Den regnigaste månaden är januari, med i genomsnitt 187 mm nederbörd, och den torraste är augusti, med 1 mm nederbörd.